# Мрачна тријада
Мрачна тријада је теорија личности у психологији, коју су први пут објавили Делрој Л. Полхус и Кевин М. Вилијамс 2002. која описује три изразито офанзивна, али непатолошка типа личности: макијавелизам, субклинички нарцизам и субклиничка психопатија. Сваки од ових типова личности назива се мрачним јер се сматра да сваки садржи злоћудне квалитете.
Све три црне црне тријаде су концептуално различите, иако емпиријски докази показују да се преклапају. Они су повезани са манипулативним међуљудским стилом.
- Нарцизам карактеришу грандиозност, понос, егоизам и недостатак емпатије.[10]
- Макијавелизам карактерише манипулација и експлоатација других, одсуство морала, безосећајна бешћутност и виши ниво гледања искључиво свог интереса.[11]
- Психопатију карактерише континуирано антисоцијално понашање, импулсивност, себичност, бешћутне и неемоционалне особине (ЦУ)[12] и немогућност кајања.[13]

Утврђено је да високи резултати у овим особинама статистички повећавају вјероватноћу особе да почини злочине, изазивају друштвене проблеме и озбиљне проблеме за организације, посебно ако су на руководећим позицијама. Они такође имају тенденцију да буду мање саосећајни, пријатни, емпатични, задовољни својим животима и мање је вероватно да верују да су они и други људи добри.
Факторска анализа је показала да је међу пет великих особина личности, ниска сарадљивост најјачи корелат мрачне тријаде, док су неуротицизам и недостатак савесности повезани са неким од чланова мрачне тријаде.